# Spigelia dusenii
Spigelia dusenii är en tvåhjärtbladig växtart som beskrevs av L. B. Smith. Spigelia dusenii ingår i släktet Spigelia och familjen Loganiaceae. Inga underarter finns listade i Catalogue of Life.